# Frank Sinatra
Francis Albert Sinatra (/sɪˈnɑːtrə/; 12 tháng 12 năm 1915 – 14 tháng 5 năm 1998) là một nam ca sĩ, diễn viên và nhà sản xuất người Mỹ. Sinatra là một trong những nghệ sĩ trình diễn thành công nhất thập niên 1940, 1950 và 1960. Ông là một trong những nghệ sĩ âm nhạc có số lượng đĩa bán chạy nhất thế giới, với hơn 150 triệu bản thu âm được tiêu thụ.
Sinatra bắt đầu sự nghiệp âm nhạc của mình trong thời kỳ swing (swing era) với các trưởng ban nhạc Harry James và Tommy Dorsey. Sinatra đạt được thành công với sự nghiệp nghệ sĩ solo sau khi ký hợp đồng với hãng Columbia Records năm 1943, trở thành thần tượng của các "bobby soxer".
Ông phát hành album đầu tay của mình, The Voice of Frank Sinatra vào năm 1946. Sự nghiệp chuyên nghiệp của Sinatra đã bị đình trệ vào đầu những năm 1950, và ông chuyển sang Las Vegas, nơi ông trở thành một trong những nghệ sĩ cư trú nổi tiếng nhất của nhóm Rat Pack. Sự nghiệp của ông đã hồi sinh vào năm 1953 với sự thành công của From Here to Eternity, với màn trình diễn của ông sau đó giành được giải Oscar và giải Quả cầu vàng cho Nam diễn viên phụ xuất sắc nhất. Sinatra đã phát hành một số album được đánh giá cao, trong đó có In the Wee Small Hours (1955), Songs for Swingin' Lovers! (1956), Come Fly with Me (1958), Only the Lonely (1958) và Nice 'n' Easy (1960).
Sinatra rời Capitol năm 1960 để lập hãng thu âm riêng của mình, Reprise Records, và phát hành một chuỗi các album thành công. Năm 1965, ông thu âm album hồi tưởng September of My Years và đóng vai chính trong chương trình truyền hình đặc biệt giành giải Emmy Frank Sinatra: A Man and His Music. Sau khi ra mắt Sinatra at the Sands, được thu âm ở Sands Hotel and Casino tại Vegas với người cộng tác viên thường xuyên Count Basie vào đầu năm 1966, năm tiếp theo ông đã thu âm một trong những sự hợp tác nổi tiếng nhất của ông với Tom Jobim, album Francis Albert Sinatra & Antonio Carlos Jobim. Sản phẩm này được nối tiếp với album Francis A. & Edward K. năm 1968 với Duke Ellington. Sinatra tuyên bố giải nghệ lần đầu vào năm 1971, nhưng tái xuất hai năm sau đó và thu âm nhiều album và tiếp tục biểu diễn tại Caesars Palace, và đạt thành công năm 1980 với "New York, New York". Sử dụng những chương trình biểu diễn ở Las Vegas của mình làm bệ phóng, ông lưu diễn cả ở trong nước và quốc tế cho đến ngay trước khi ông qua đời vào năm 1998.
Sinatra đã không ngừng trau dồi khả năng của mình trong suốt sự nghiệp diễn xuất vô cùng thành công trong lĩnh vực điện ảnh. Sau khi giành giải Oscar cho From Here to Eternity, ông đã đóng vai chính trong The Man with the Golden Arm (1955), và nhận được khen ngợi từ các nhà phê bình cho diễn xuất của ông trong The Manchurian Candidate (1962). Ông góp mặt trong nhiều bộ phim ca nhạc khác nhau như On the Town (1949), Guys and Dolls (1955), High Society (1956), và Pal Joey (1957), bộ phim giành thêm cho ông một giải Quả cầu vàng. Vào cuối sự nghiệp của mình, ông bắt đầu đảm nhiệm những vai diễn thám tử, bao gồm cả nhân vật chính trong Tony Rome (1967). Sinatra sau đó nhận được Giải Quả cầu vàng Cecil B. DeMille vào năm 1971. Trên màn ảnh nhỏ, The Frank Sinatra Show bắt đầu lên sóng trên ABC vào năm 1950, và ông tiếp tục xuất hiện trên truyền hình trong suốt những thập niên 1950 và 1960. Sinatra cũng tham gia rất nhiều vào chính trị từ giữa thập niên 1940, và tích cực vận động cho các tổng thống như Harry S. Truman, John F. Kennedy và Ronald Reagan. Mặc dù có mối liên hệ với giới chính trị, FBI cũng đã điều tra về Sinatra và mối quan hệ bị cáo buộc của ông với giới Mafia.
Trong khi Sinatra chưa bao giờ học cách đọc bản nhạc, ông đã có một sự hiểu biết ấn tượng về nó, và ông đã làm việc rất chăm chỉ từ khi còn nhỏ để cải thiện khả năng của mình trong mọi khía cạnh của âm nhạc. Là một người cầu toàn, nổi tiếng với cảm nhận về trang phục và điệu bộ biểu diễn, ông luôn quyết định chỉ ghi âm trực tiếp với ban nhạc của mình. Đôi mắt xanh sáng mang lại cho ông biệt danh nổi tiếng "Ol' Blue Eyes". Sinatra có một đời tư đầy tai tiếng, và thường xuyên dính líu vào những vấn đề với phụ nữ, chẳng hạn như với người vợ thứ hai Ava Gardner. Ông tiếp tục kết hôn với Mia Farrow vào năm 1966 và Barbara Marx vào năm 1976. Sinatra đã có một số cuộc đối đầu bạo lực, thường là với những nhà báo mà ông nghĩ gây trở ngại cho mình, hoặc với những ông chủ trong công việc mà ông có sự bất đồng ý kiến.
Ông được vinh danh tại Kennedy Center Honors vào năm 1983, được trao Huân chương Tự do Tổng thống bởi Ronald Reagan vào năm 1985, và Huân chương Vàng Quốc hội vào năm 1997. Sinatra cũng là chủ nhân của mười một giải Grammy, bao gồm Giải Grammy Ủy thác, Giải Grammy Huyền thoại và Giải Grammy Thành tựu trọn đời. Sau khi ông qua đời, nhà phê bình âm nhạc người Mỹ Robert Christgau đã gọi ông là "ca sĩ vĩ đại nhất thế kỷ 20", và ông tiếp tục được xem như một nhân vật mang tính biểu tượng.

## Tiểu sử
Sinatra sinh ra tại Hoboken, New Jersey trong một gia đình người nhập cư gốc Ý, là con trai duy nhất của một cặp vợ chồng người Ý di cư: Natalie Della (Garaventa) và Antonino Martino Sinatra, theo Công giáo Rôma.
Trong cuốn sách Try and Stop Me, Nhà văn Mĩ Bennett Cerf cho rằng cha của Sinatra là một võ sĩ quyền Anh hạng nhẹ có biệt danh Marty O'Brien và là một thành viên của đội cứu hỏa Hoboken. Sinatra bị đuổi học vì những trò nghịch ngợm trong trường.
Cha của ông thường được gọi là Marty, người giữ chức vụ đội trưởng đội cứu hỏa Hoboken. Mẹ ông, hay được gọi là Dolly, có ảnh hưởng lớn trong khu vực và là đảng bộ Đảng Dân Chủ ở địa phương, nhưng đồng thời là chủ một công ty nạo phá thai bất hợp pháp nên đã bị bắt vài lần và hai lần bị tòa án kết tội. Vì thế trong thời kì Đại khủng hoảng, Dolly vẫn cung cấp tiền cho con trai đi chơi với bạn bè và mua sắm quần áo đắt tiền.
Năm 1938, Sinatra bị bắt vì đã dan díu với một phụ nữ có chồng (được coi như một tội vào thời điểm đó). Sinatra đã bỏ học khi còn học trung học, ông chỉ đến lớp 47 ngày trước khi bị đuổi học vì gây mất trật tự trong trường.
Để kiếm sống, Sinatra đã làm nghề giao báo cho tờ Jersey Observer, và sau đó là thợ tán đinh ở xưởng đóng tàu Tietjan and Lang, nhưng âm nhạc vẫn là thứ mà Sinatra hứng thú nhất, ông nghe đi nghe lại những bài nhạc jazz của thể loại big band. Ông bắt đầu hát kiếm tiền từ lúc mới tám tuổi khi đứng trên quầy bar trong một hộp đêm ở Hoboken. Sinatra đi vào con đường ca hát chuyên nghiệp ở tuổi thiếu niên từ thập niên 1930,:48 mặc dù chỉ hát bằng cảm âm chứ không hề biết đọc nhạc lý.

## Sự nghiệp

### 1935-1940: Khởi đầu sự nghiệp, cộng tác với James và Dorsey
Sinatra có bước ngoặt đầu tiên vào năm 1935, khi mẹ ông xin cho ông gia nhập một ban nhạc ở địa phương tên là The Three Flashes. Với Sinatra, nhóm này đã trở nên nổi tiếng, được mọi người gọi là Bộ tứ Hoboken và họ dễ dàng gây ấn tượng với Edward Bowes. Sau khi được biểu diễn trong show Major Bowes Amateur Hour của Bowes, họ đã nhận được 40,000 phiếu bình chọn và giành được phần thưởng đầu tiên là một hợp đồng biểu diễn sáu tháng trên sân khấu và trên đài phát thanh quốc gia.
Sinatra rời Bộ tứ Hoboken và trở về nhà vào cuối năm 1935. Mẹ ông cho ông một chân ca sĩ phòng trà và MC ở New Jersey, với thù lao 15 USD một tuần.
Ngày 18 tháng 3 năm 1939, Sinatra đã ghi âm một bản demo của bài hát "Our Love" với ban nhạc của Frank Mane. Bản thu âm này có chữ "Frank Sinatra" ký ở mặt trước. Những người đứng đầu nhóm nhạc đã giữ bản thu âm này nguyên vẹn trong vòng 60 năm. Đến tháng Sáu, Harry James ký với Sinatra bản hợp đồng một năm với lương 75 USD một tuần. Sinatra, cùng ban nhạc của James, đã thu âm album thương mại đầu tiên của mình "From the Bottom of My Heart" vào tháng 7 năm 1939
Gần 8,000 bản của album "From the Bottom of My Heart" đã được bán. Sinatra tiếp tục phát hành 10 bài hát với James trong năm 1939, bao gồm cả bài All or Nothing At All (mà khi phát hành không bán được đủ nổi chỉ tiêu nhưng chỉ vài năm sau bán được hàng triệu bản khi tái phát hành với hãng Columbia Records vào thời kì đỉnh cao sự nghiệp của ông) 
Tháng 11 năm 1939, trong một cuộc gặp ở Chicago, Sinatra được Tommy Dorsey, người đứng đầu một ban nhạc, đề nghị gia nhập ban của ông thay thế cho Jack Leonard người đã bỏ ban nhạc để phát triển sự nghiệp solo (ông là ca sĩ, không phải diễn viên hài Jack E. Leonard). Cuộc gặp này là dấu mốc quan trọng trong sự nghiệp ca hát của Sinatra. Ban nhạc Dorsey là một trong những ban nhạc nổi tiếng nhất lúc bấy giờ nên ông nhanh chóng được công chúng Mỹ biết đến. Tuy nhiên Sinatra vẫn còn thời hạn hợp đồng với James, James nhận thấy cơ hội cho tiền đồ của Sinatra mà Dorsey đưa ra nên đã cho phép hủy hợp đồng. Sinatra biết ơn James trong suốt cuộc đời và khi nghe tin James mất năm 1983, ông nói: "Ông ấy (James) là một người đã biến mọi thứ thành có thể."
Ngày 26 tháng 1 năm 1940, Sinatra lần đầu tiên xuất hiện trước công chúng cùng với ban nhạc của Dorsey ở Nhà hát Coronado, Rockford, tiểu bang Illinois. Trong năm đầu tiên làm việc với Dorsey, Sinatra phát hành hơn 40 ca khúc, trong đó bài "I'll Never Smile Again" đứng đầu bảng xếp hạng trong mười hai tuần từ giữa tháng Bảy.
Mối quan hệ của Sinatra với Tommy Dorsey bắt đầu trở nên căng thẳng vì theo hợp đồng một phần ba những gì Sinatra kiếm được từ ngành công nghiệp giải trí thuộc về Dorsey. Tháng Một năm 1942, Sinatra thu âm bản solo đầu tiên không có ban nhạc Dorsey (nhưng với người soạn lại nhạc của ban là Axel Stordahl và được sự cho phép của Dorsey). Các bản nhạc này được bán với nhãn Bluebird. Sinatra rời ban Dorsey vào cuối năm 1942 trong một vụ việc bắt đầu từ những tin đồn rằng Sinatra gia nhập Mafia. Một câu chuyện trên tờ báo Hearst newspapers cho rằng tên trùm Sam Giancana đã ép Dorsey phải cho Sinatra hủy hợp đồng với vài nghìn đô la, vụ việc này sau được hư cấu trong cuốn tiểu thuyết và bộ phim nổi tiếng Bố già. Theo như tiểu sử của Nancy Sinatra, tờ báo Hearst đã đồn thổi như thế vì Frank là người theo Đảng Dân Chủ. Thực tế bản hợp đồng được mua bởi Music Corporation of America do Jules Stein thành lập với giá 75,000 đô la Mỹ.

### 1940-50: Sinatramania và sự nghiệp xuống dốc
(Tạm dịch Sinatramania: bấn loạn vì Sinatra)
Vào tháng 5 năm 1941, Sinatra đứng đầu các cuộc bình chọn về ca sĩ nam yêu thích trong các tạp chí như Billboard và Down Beat.:94 Các cô thiếu nữ hâm mộ ông ở thời điểm ấy (được gọi là "bobby soxers") chính là một nguồn khán giả mới cho thể loại nhạc pop, một thể loại nhạc chủ yếu chỉ dành cho khán giả trưởng thành lúc bấy giờ.
Vào ngày 30 tháng 12 năm 1942, Sinatra đã biểu diễn một "buổi mở màn huyền thoại" tại nhà hát Paramount ở New York. Jack Benny sau đó phát biểu, "Tôi đã nghĩ cái tòa nhà ấy sắp sập luôn rồi chứ. Tôi chưa từng nghe một sự phấn khích như thế bao giờ... tất cả chỉ cho một gã mà tôi chưa từng nghe đến." Khi Sinatra quay về từ Paramount vào tháng 10 năm 1944, 35 000 fan hâm mộ đã gây ra gần như một cuộc bạo động bên ngoài nhà hát bởi vì họ không được vào xem. 
Vào thời điểm các cuộc biểu tình của ca nhạc sĩ những năm 1942-44, hãng thu Columbia cho phát hành lại một phiên bản bài hát "All or Nothing at All" do Harry James và Sinatra trình bày (phần nhạc của Arthur Altman và lời do Jack Lawrence). Bản thu âm gốc là vào tháng 8 năm 1939 và được phát hành trước khi Sinatra tự tạo dựng tên tuổi riêng cho mình. Bản gốc thậm chí còn không đề cập đến tên ca sĩ. Khi bản thu âm được phát hành lại vào năm 1943 với tên của Sinatra in đậm, bản thu âm này đã nằm trong danh sách bán chạy nhất trong 18 tuần và đạt vị trí số 2 vào ngày 2 tháng 6 năm 1943.
Sinatra đã không phục vụ trong quân đội vào Chiến tranh thế giới thứ hai. Ngày 11 tháng 12 năm 1943, ông được phân vào hàng 4-F ("Người đăng ký không được chấp nhận trong quân đội") vì màng nhĩ bị thủng (được kiểm tra bởi ban tuyển quân). Thêm nữa, theo một báo cáo của cục điều tra liên bang FBI về Sinatra, công bố vào năm 1998, cho thấy rằng các bác sĩ cũng ghi nhận ông là một người "loạn thần kinh chức năng" và "không chấp nhận được xét trên quan điểm thần kinh". Điều này đã bị lược bỏ trong hồ sơ của ông để tránh "những phiền toái quá mức cho cả bên tòng quân và bên tuyển quân. "
Những quân sĩ hoạt động tích cực trong quân đội, như phóng viên William Manchester, nói về Sinatra, "Tôi nghĩ Frank Sinatra là người đàn ông bị ghét nhất trong Thế chiến II, nhiều hơn cả Hitler", bởi vì Sinatra ở quê nhà kiếm được rất nhiều tiền và sống xa hoa cùng những bức ảnh trong đó xung quanh ông là những cô gái xinh đẹp.:91 Sự đặc cách này nhiều lần dấy lên trong cuộc đời ông sự dằn vặt mỗi khi ông phải tự bào chữa cho chính mình. Có rất nhiều lời cáo buộc, đáng chú ý là từ một nhà báo nổi tiếng Walter Winchell, ông này cho rằng Sinatra đã hối lộ 40,000 USD để tránh bị gọi nhập ngũ, nhưng FBI không tìm thấy bất cứ bằng chứng buộc tội nào.
Maxene Andrews, đồng tác giả với Bill Gilbert trong cuốn sách "Over Here, Over There", bà nhắc đến việc Sinatra đã từng biểu diễn cho quân đội trong những chuyến lưu diễn nước ngoài USO cùng diễn viên hài Phil Silvers trong chiến tranh, và cho rằng, "Tôi đoán họ đã có một khoảng thời gian vui vẻ, dù cho đó là gì đi chăng nữa. Sinatra đề nghị một phi cơ riêng. Nhưng Bing [Crosby] lại đáp, 'Đừng đòi hỏi gì. Hãy đến đó và hát bằng hết con tim mình.' Và chúng tôi đã làm y như vậy." Sinatra từng thường xuyên cộng tác với nhóm nhạc rất nổi tiếng Andrews Sisters, cả hai đều xuất hiện trên radio vào những năm 40, xuất hiện với tư cách khách mời trong những chương trình của nhau, đồng thời còn có cả những buổi diễn trực tiếp cho các binh đoàn thông qua Đài phát thanh Lực lượng Vũ Trang (AFRS). Ông cũng xuất hiện là khách mời trong một tập phim truyền hình của nhóm nhạc này trên đài ABC mang tên Eight-to-the-Bar Ranch vào cuối năm 1944, và trở lại với hình ảnh một vị khách vui nhộn hơn vài tháng sau đó, trong khi đó nhóm nhạc ba người lần lượt góp mặt trong chương trình Songs by Sinatra trên đài CBS, với một lượng khán giả chủ yếu là những nàng bobby-soxers la hét cổ vũ. Patty, Maxene, và LaVerne cũng nhập chung hội với Frankie khi cả ba người xuất hiện 3 lần trong tư cách khách mời trên các chương trình truyền hình của Sinatra kênh CBS vào những năm đầu thập niên 50. Maxene từng nói với Joe Franklin trên Radio trong chương trình WWOR-AM vào năm 1979 rằng Sinatra là "một người đàn ông kì dị", với khả năng diễn xuất rất khác nhau mỗi lần tiếp xúc với cô vào thời điểm ấy.
Vào năm 1945, Sinatra diễn chung với Gene Kelly trong bộ phim Anchors Aweigh. Cùng năm đó, anh ấy đến RKO để đóng một phim ngắn mang tựa đề The House I Live In. Được đạo diễn bởi Mervyn LeRoy, bộ phim nói về lòng khoan dung và bình đẳng sắc tộc này đã đoạt được một giải Grammy đặc biệt cho Sinatra và êkip làm phim, những người đã đem bộ phim đến với màn ảnh, cùng với một giải Quả cầu vàng đặc biệt cho "Thiện chí Quảng bá".
Năm 1946, ông chính thức phát hành album đầu tiên The Voice of Frank Sinatra, và bắt đầu xuất hiện hàng tuần trên radio. Vào cuối năm 1948, Sinatra cảm thấy sự nghiệp của ông đang khá chao đảo, khi ông trượt xuất hạng 4 trong cuộc bình chọn ca sĩ nổi tiếng thường niên của tạp chí Down Beat (xếp sau Billy Eckstine, Frankie Laine, và Bing Crosby).:149
Năm 1949 chứng kiến một sự tiến triển, khi Frank diễn cùng với Gene Kelly trong bộ phim Take Me Out to the Ball Game. Bộ phim được đón nhận tích cực và thành công về mặt thương mại. Trong cùng năm đó, Sinatra hội ngộ với Kelly lần thứ ba trong bộ phim On the Town. Bắt đầu vào tháng 9 năm 1949, công ty quảng cáo BBD&O sản xuất một series radio với sự góp mặt của Sinatra cho một khách hàng của công ty- Lucky Strike được gọi là "Light Up Time"  Lưu trữ ngày 14 tháng 6 năm 2014 tại Wayback Machine—có khoảng 176 tập phim (độ dài 15 phút) với sự góp giọng của Frank và Dorothy Kirsten—và chương trình này kéo dài đến tháng 5 năm 1950.

### 1950–60: Sự nghiệp hồi sinh, những album cùng với hãng Capitol
Sau hai năm vắng bóng, Sinatra trở về sân khấu hòa nhạc vào ngày 12 tháng 1 năm 1950, tại Hartford, Connecticut. Giọng của ông gặp trục trặc và ông cũng từng bị xuất huyết dây thanh âm ngay trên sân khấu tại hộp đêm Copacabana vào ngày 26 tháng 4 năm 1950. Sự nghiệp và cả ngoại hình của ông cũng không còn cuốn hút khán giả tuổi teen khi ông dần bước sang giữa 30 tuổi. Đây là thời điểm ông tự cảm thấy bất an về đường đi sự nghiệp của mình.
Vào tháng 2 năm 1951, khi ông đang đi trên Quảng trường Thời đại, ngang qua nhà hát Paramount tại New York, cũng chính là nơi khởi nguồn cho thành công rực rỡ của ông trước đây. Cổng vào của nhà hát rực sáng thông báo về buổi hòa nhạc của ca sĩ Eddie Fisher. Đám thiếu nữ tập trung tại đó thì đang mê loạn và đắm đuối trước thần tượng ca hát mới này. Chính sự nhiệt tình cổ vũ của quần chúng dành cho Fisher đã xác thực cho nỗi lo sợ thường trực của Sinatra bao lâu nay. Ngôi sao Sinatra đã dần lụi tàn, tiếng hò reo "Frankieee" chỉ còn vang vọng đâu đó trong quá khứ. Khích động và thất vọng, ông chạy vội về nhà, đóng cảnh cửa nhà bếp, bật ngọn lửa ga và đặt đầu mình lên lò nướng. Một người bạn của ông trở về căn hộ không lâu sau khi thấy Sinatra đang nằm trên sàn nức nở về tấn bi kịch của đời ông, thất bại của ông hoàn chỉnh đến mức ông còn không thể tự tử được.:458
Tháng 9 năm 1951, Sinatra biểu diễn lần đầu tiên tại Las Vegas, ở Desert Inn, và ông trở thành một biểu tượng sáng chói của Las Vegas trong suốt thập niên 50 và 60. Một tháng sau đó, mùa thứ hai của chương trình truyền hình The Frank Sinatra Show tiếp tục phát sóng trên đài CBS. Nhưng cuối cùng, Sinatra vẫn không tìm thấy sự thành công trên truyền hình mà ông hằng mong đợi. Cái con người mà ông trưng ra cho khán giả truyền hình không hẳn là một người dễ dàng được đón tiếp nồng hậu. Ông dự tính khoác lên mình một sự kiêu hãnh, tuy nhiên nó lại hoàn toàn không thích hợp với tuýp những con người thân thiện dễ gần vẫn thường thấy trên màn ảnh nhỏ.:439
Bản thu âm cuối cùng với hãng Columbia được thực hiện tại New York, vào tháng 9 năm 1952, "Why Try To Change Me Now", với dàn nhạc được phối khí và hòa âm bởi Percy Faith. Hai hãng đĩa Columbia và MCA chấm dứt hợp đồng với ông sau năm 1952.
Sự hồi sinh trong sự nghiệp của Sinatra bắt đầu với bộ phim chính kịch nhằm sự kiện Trân Châu Cảng From Here to Eternity (1953), cũng nhờ bộ phim này ông giành Giải Grammy cho nam diễn viên phụ xuất sắc nhất. Vai diễn này đã đánh dấu một bước ngoặt lớn trong sự nghiệp của Sinatra: sau nhiều năm không thành công cả về mặt phê bình lẫn thương mại, với tư cách một diễn viên thắng giải Oscar đã giúp ông lấy lại vị trí nghệ sĩ thu âm hàng đầu của thế giới.
Vào năm 1953, Sinatra góp mặt trong chương trình phát thanh của đài NBC mang tênRocky Fortune. Nhân vật ông đóng - Rocco Fortunato (hay còn gọi là Rocky Fortune) là một nhân viên chính thức của công ty Giddley Employment Agency, tình cờ dính líu đến tội phạm – và rồi phải giải quyết bằng nhiều nghề nghiệp khác nhau mà anh ta bất đắc dĩ đảm nhận. Chương trình dài tập này  phát thanh trên NBC các tối thứ 3 từ tháng 10 năm 1953 đến tháng 3 năm 1954, theo đó là bộ phim truyền hình tội phim đình đám Dragnet. Trong những tháng của cùng của chương trình, trước lễ trao giải Oscars năm 1954, có một câu nói đùa rằng Sinatra sẽ đưa lời thoại "from here to eternity" vào mỗi tập phát thanh, ý nói đến đề cử Oscar của ông năm đó.
Cũng cùng năm 1953, Sinatra ký hợp đồng với hãng Capitol Records, cũng chính là nơi ông đã làm việc với những nhà phối khí âm nhạc vĩ đại nhất của kỷ nguyên, đáng chú ý nhất là Nelson Riddle, Gordon Jenkins, và Billy May. Với hàng loạt album mang giai điệu u tối, buồn, Sinatra đã làm mới chính mình, bao gồm In the Wee Small Hours (1955)— đĩa LP 12 phút đầu tiên của Sinatra và sự kết hợp lần hai với Nelson Riddle—Where Are You? (1957), album stereo đầu tiên của ông, cùng với Gordon Jenkins, và cả Frank Sinatra Sings for Only the Lonely (1958). Ông cũng kết hợp thêm tính phóng khoáng, "lắc lư" vào trong âm nhạc, có thể thấy điển hình là Swing Easy! (1954), Songs for Swingin' Lovers! (1956), và Come Fly With Me (1957).
Vào cuối năm này, Billboard đã xướng tên "Young at Heart" là bài hát của năm; Swing Easy!, hợp tác cùng Nelson Riddle (album thứ hai của ông với hãng Capitol), được trao danh hiệu Album của năm; và Sinatra thì được trao giải "Giọng ca nam hàng đầu" bởi Billboard, Down Beat và Metronome.
Lần hợp tác thứ 3 với Nelson Riddle, Songs for Swingin' Lovers!, thành công cả về mặt phê bình lẫn thương mại, đặc biệt là ca khúc "I've Got You Under My Skin".
Frank Sinatra Sings for Only the Lonely, một bộ sưu tập u buồn của những ca khúc hoài niệm và những bản ballad buồn, là một thành công về thương mại cực lớn, trụ trên bảng xếp hạng album của Billboards 120 tuần và đạt vị trí quán quân. Trích ra từ bộ đĩa LP này, chẳng hạn như các ca khúc "Angel Eyes" và "One for My Baby (and One More for the Road)", vẫn rất được ưu ái trong các buổi hòa nhạc của Sinatra suốt cuộc đời ông.
Vào những năm cuối thập niên 50, Sinatra thường chỉ trích và phê phán nhạc Rock 'n' Roll, đa số là do giai điệu và tư thế của dòng nhạc này mà ông cho là quái đản. Năm 1958, ông phê bình thể loại nhạc này thì "được hát, được chơi và được viết bởi những thành phần ngu đần nhất. Nó rồi sẽ trở thành loại âm nhạc đánh đấm của bọn du đãng trên bề mặt trái đất này." "
Bài hit của Sinatra vào năm 1959 mang tên "High Hopes", đứng trên bảng xếp hạng Hot 100 17 tuần, hơn bất cứ ca khúc nào của ông từng góp mặt trên bảng xếp hạng này, và là bài hát được lặp lại hàng năm trên Captain Kangaroo.

### 1960–70:Ring-a-Ding-Ding!, hãng Reprise records, Basie, Jobim, "My Way"

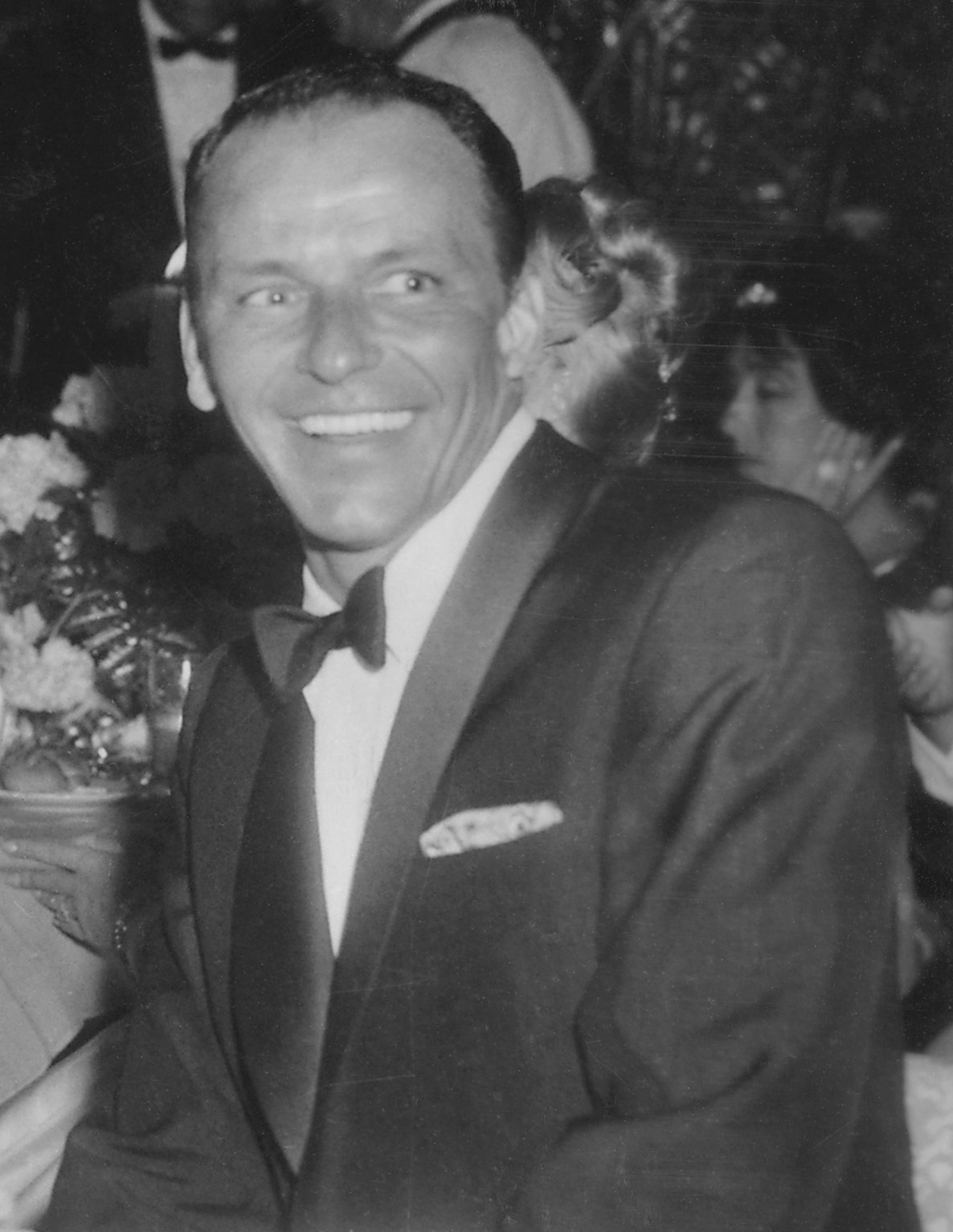
Frank Sinatra tại Girl's Town Ball,Florida, 12 tháng 3 năm 1960

Sinatra khởi động thập niên 60 cũng giống cách ông kết thúc thập niên 50. Album đầu tiên của ông trong thập kỷ này, Nice 'n' Easy, đứng đầu bảng xếp hạng Billboard's và nhận được sự tán thưởng từ giới phê bình. Sinatra dần bất mãn với hãng Capitol và quyết định tự thành lập hãng đĩa của riêng mình mang tên Reprise Records. Album đầu tiên của ông với hãng này có tựa đề Ring-a-Ding-Ding! (1961), là một thành công lớn, đạt vị trí số 4 trên bảng xếp hạng Billboard và vị trí số 8 ở vương quốc Anh.
Năm 1965, ông góp mặt trong bộ phim Von Ryan's Express, được đánh giá là một trong những bộ phim thành công nhất của ông. Chương trình TV thứ 4 và cuối cùng của ông với hãng Timex được phát sóng vào tháng 3 năm 1960, nhận được số lượng lượt xem cực lớn. Với tựa đề, It's Nice to Go Travelling, chương trình còn được gọi là Welcome Home Elvis. Sự xuất hiện của Elvis Presley trong chương trình sau khi ca sĩ này giải ngũ có phần nào hơi châm biếm; Sinatra đã từng chê bai Elvis trong những năm giữa thập niên 50, cho rằng:"Loại nhạc của anh ấy thật là không chấp nhận được, một thứ gợi dục đầy mùi ôi thiu. Nó nuôi dưỡng những tính cách hoàn toàn tiêu cực và mang tính hủy diệt đối với thanh niên." Presley đã đáp trả: "... [Sinatra] là một tượng đài thành công và là một diễn viên tốt, nhưng tôi nghĩ anh ta không nên nói thế,... [rock and roll] là một xu hướng, cũng giống những thứ mà anh ấy biết khi anh ấy chỉ mới bắt đầu trước đây." Sau đó, với nỗ lực duy trì hình ảnh thương mại của mình, Sinatra thu âm hit của Presley "Love Me Tender" đồng thời những bài hát của Paul Simon ("Mrs. Robinson"), The Beatles ("Something", "Yesterday"), và Joni Mitchell ("Both Sides, Now").
Sau khi mới phát hành bộ phim Can Can, ông tiếp tục góp mặt trong phim Ocean's 11, bộ phim đã trở thành một bước đệm rõ rệt trên màn ảnh cho nhóm "The Rat Pack,"một nhóm giải trí do Sinatra đứng đầu, họ đã cùng hợp tác sơ khai trong những bộ phim và những chương trình casino với Dean Martin, Sammy Davis, Jr., Peter Lawford, và Joey Bishop. Những bộ phim cùng nhau sau đó của họ bao gồm Sergeants 3 và Robin and the 7 Hoods, mặc dù danh sách casting có những thay đổi nhỏ do Sinatra đôi khi có phần hơi tức giận với một số diễn viên; ông thay thế Steve McQueen vào chỗ của Sammy Davis, Jr. trong phim Never So Few và Bing Crosby vào chỗ Peter Lawford trong phim Robin and the 7 Hoods.
Từ những năm tuổi trẻ của mình, Sinatra đã thể hiện lòng thương cảm cho những người Mỹ gốc Phi và cùng làm việc với họ công khai lẫn riêng tư trong suốt cuộc đời ông, và giúp họ giành được quyền bình đẳng. Ông đóng một vai trò quan trọng trong việc xóa bỏ nạn kỳ thị chủng tộc trong các khách sạn và sòng bạc ở Nevada vào những năm 1960. Ngày 27 tháng 1 năm 1961, Sinatra biểu diễn một chương trình phúc lợi tại Carnegie Hall cho Martin Luther King, Jr. và ông cũng kêu gọi những thành viên của mình trong Rat Pack và hãng thu âm Reprise tẩy chay những khách sạn và sòng bạc nào cấm cửa các nghệ sĩ và quản lý nghệ sĩ người gốc Phi. Ông cũng thường phát biểu trên sân khấu về việc bãi bỏ nạn kỳ thị sắc tộc, và liên tiếp biểu diễn nhằm phục vụ lợi ích ủa Dr. King và phong trào của ông này. Theo như lời con trai ông, Frank Sinatra, Jr., King một lần ngồi ở hàng ghế khán giả trong concert của Sinatra vào năm 1963, khi đó ông hát Ol' Man River, một ca khúc trong vở nhạc kịch Show Boat được hát bởi những người bốc dỡ hàng gốc Phi.
Vào ngày 11 và 12 tháng 9 năm 1961, Sinatra thu âm những ca khúc cuối cùng của mình với hãng Capitol.
Năm 1962, ông diễn chung với Janet Leigh và Laurence Harvey trong bộ phim kinh dị chính trị, The Manchurian Candidate, với vai Bennett Marco. Cùng năm đó, Sinatra và Count Basie hợp tác trong album Sinatra-Basie. Sự kết hợp nổi tiếng và thành công này đưa họ đến sự hội ngộ 2 năm sau trong album It Might as Well Be Swing, phối khí bởi Quincy Jones. Một trong những album kỳ công nhất là từ giữa thập niên 60, The Concert Sinatra, với một phần nhạc giao hưởng 73 đoạn chỉ huy bởi Nelson Riddle, được ghi âm trên một sân khấu hòa âm và kết hợp phim ảnh sử dụng nhiều máy móc thu âm đa đồng bộ phải cần cuộn phim từ 35mm (những chiếc máy thu băng này được phép thu đến 4 bài, mặc dù ở thời điểm đó thông thường chỉ có 3 bài; một chiếc máy thu 8 bài, "The Octopus", được sáng chế có một không hai trước đó cho Les Paul).
Album nhạc sống đầu tiên của Sinatra, Sinatra at the Sands, được thu âm trong tháng 1 và tháng 2 năm 1966 tại Sands Hotel and Casino ở Las Vegas.

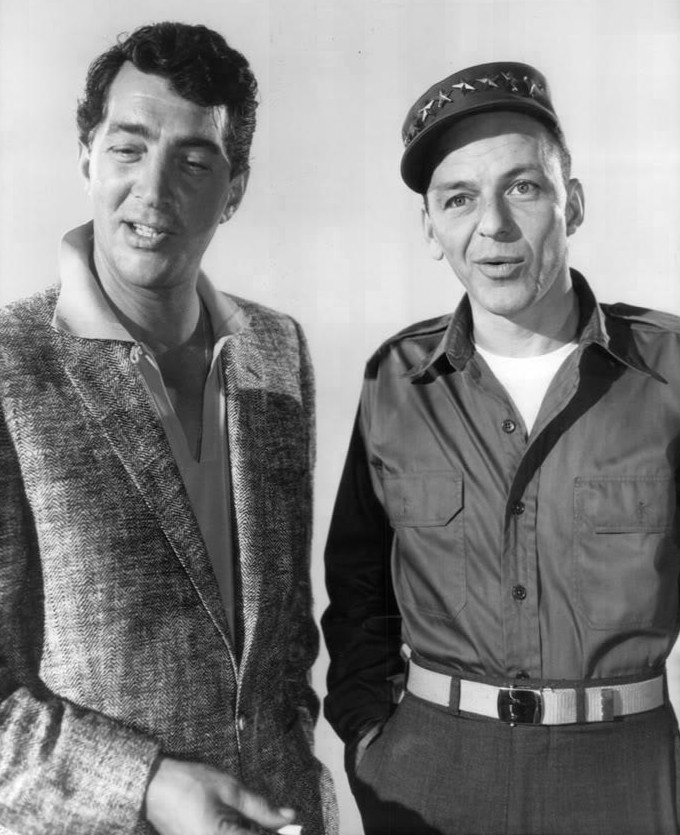
Dean Martin và Frank Sinatra

Tháng 6 năm 1965, Sinatra, Sammy Davis, Jr., và Dean Martin biểu diễn live tại St. Louis cho Dismas House. Buổi concert này của Rat Pack phát sóng trực tiếp qua vệ tinh đến nhiều rạp phim ở Mỹ. Được phát hành vào tháng 8 năm 1965 là album thắng giải Grammy cho album của năm, September of My Years, bao gồm đĩa đơn "It Was a Very Good Year", cũng đã đoạt giải Grammy Trình diễn Giọng nam Xuất sắc nhất vào năm 1966. Một bộ hợp tuyển các bài hát trong sự nghiệp ông, A Man and His Music, phát hành tiếp đó vào tháng 11, đoạt giải Album của năm trong lễ trao giải Grammy năm 1966. Chương trình truyền hình đặc biệt, Frank Sinatra: A Man and His Music, được tôn vinh ở cả hai lễ trao giải Emmy và Peabody Award.
Vào mùa xuân, That's Life được phát hành, cả đĩa đơn và album đều là những hit Top Ten tại bảng xếp hạng pop Billboard. Strangers in the Night đứng đầu bảng xếp hạng Billboard và đĩa đơn nhạc pop UK, đồng thời đoạt giải Grammy Thu âm của năm. Album cùng tên cũng đứng đầu bảng xếp hạng Billboard và đạt vị trí thứ tư ở Anh.
Sinatra bắt đầu năm 1967 với một loạt các bản thu âm với Antônio Carlos Jobim. Sau đó, một bản song ca với con gái Nancy của ông, "Somethin' Stupid", đứng đầu bảng xếp hạng đĩa đơn pop của Billboard và UK. Vào tháng 12, Sinatra hợp tác với Duke Ellington trong album Francis A. & Edward K..
Vào những năm cuối thập niên 1960, nhà báo Lee Solters thường mời các phóng viên và vợ của họ vào phòng thay đồ của Sinatra trước khi ông lên sân khấu. The New Yorker kể lại rằng "nhà báo đầu tiên vào thử là Larry Fields của tờ Philadelphia Daily News, vợ của ông này đã ngất xỉu khi Sinatra hôn lên má bà ấy. 'Chăm sóc 'nó' đi chứ, Lee,' Sinatra nói và ông ta thật là không lịch sự. " Mối quan hệ chuyên nghiệp của Sinatra cùng Solters tập trung vào những dự án trên bờ biển phía Tây trong khi ở bờ biển đông thì được cộng sự của Solter quản lý, Sheldon Roskin trong Solters/Roskin/Friedman, một công ty nổi tiếng vào thời điểm ấy.
Trở lại màn ảnh nhỏ, Sinatra một lần nữa cộng tác với Jobim và Ella Fitzgerald trên chương trình TV đặc biệt, A Man and His Music + Ella + Jobim.
Với cảm hứng là Sinatra, ca sĩ-nhạc sĩ Paul Anka đã viết ca khúc "My Way", có phần dựa trên bài hát tiếng Pháp "Comme d'habitude" ("As Usual"), sáng tác bởi Claude François và Jacques Revaux. "My Way" dần định hình hình ảnh củaông hơn tất cả các ca khúc khác trong 7 thập kỷ cất giọng hát của mình, mặc dù ông hình như không hề quan tâm đến điều đó. Đoạn điệp khúc trong bài hát của Bon Jovi - "It's My Life" (sau này được hát lại bởi Paul Anka trên Rock Swings) đề cập đến "My Way" trong câu hát "My heart is like an open highway/Like Frankie said, I did it my way".
Watertown (1970) là một trong những album được khen ngợi nhất của Sinatra với phần nhạc bởi Bob Gaudio (thành viên nhóm Four Seasons) và phần lời bởi Jake Holmes, nhưng hầu như công chúng không chú ý đến. Chỉ bán được khoảng 30,000 bản vào năm 1970 và đạt được mức cao nhất trong bảng xếp hạng là 101, sự thất bại này dẫn đến cái kết cho dự án truyền hình dựa trên album. Watertown Lưu trữ ngày 10 tháng 9 năm 2019 tại Wayback Machine là một trong những album mà Sinatra hát với track nhạc sẵn lẫn hát với dàn nhạc giao hưởng.

### 1970–80: Giải nghệ và trở lại

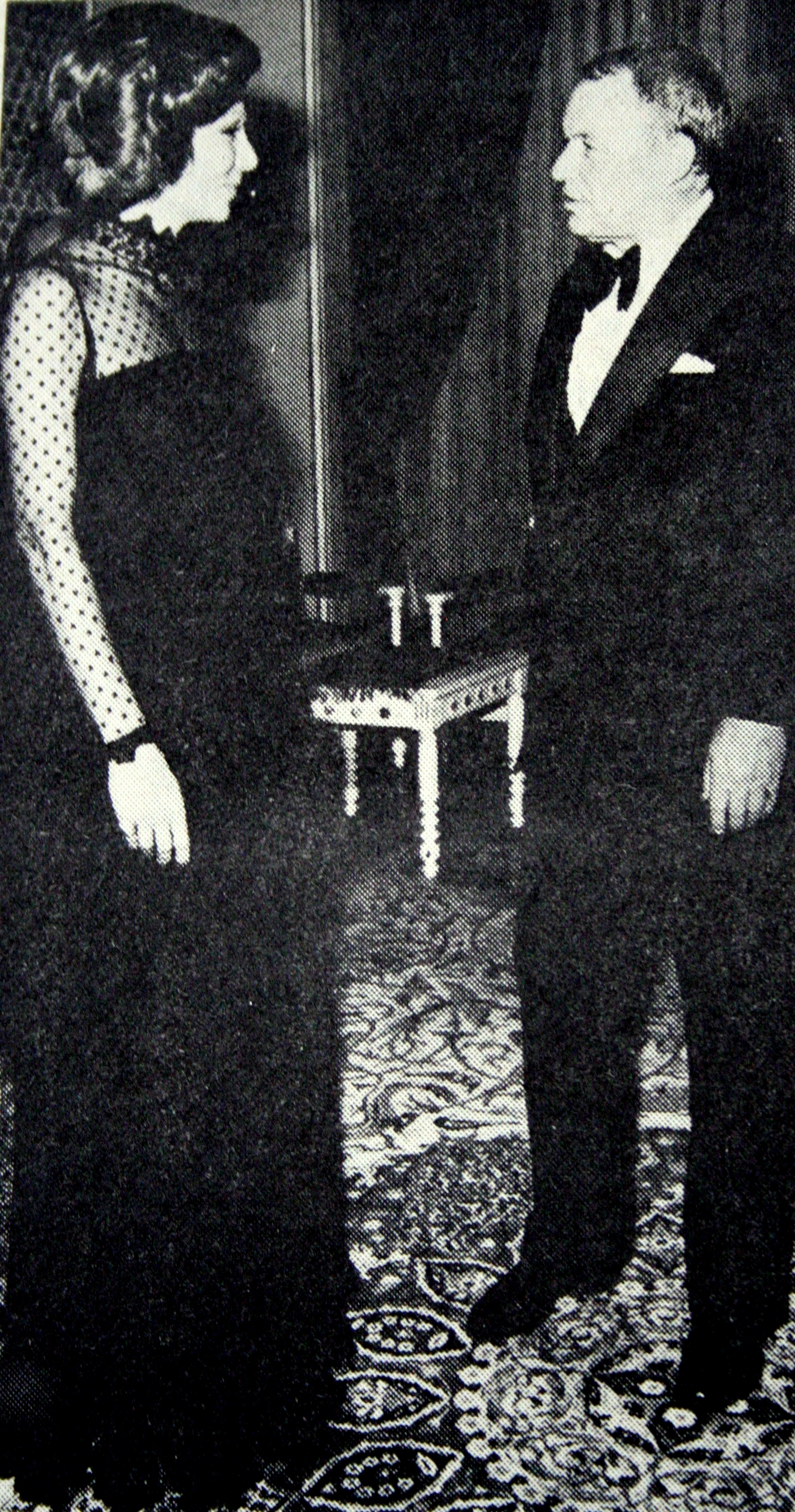
Hoàng thân Farah Diba của Persia (Iran) và Frank Sinatra tại Tehran, 1975

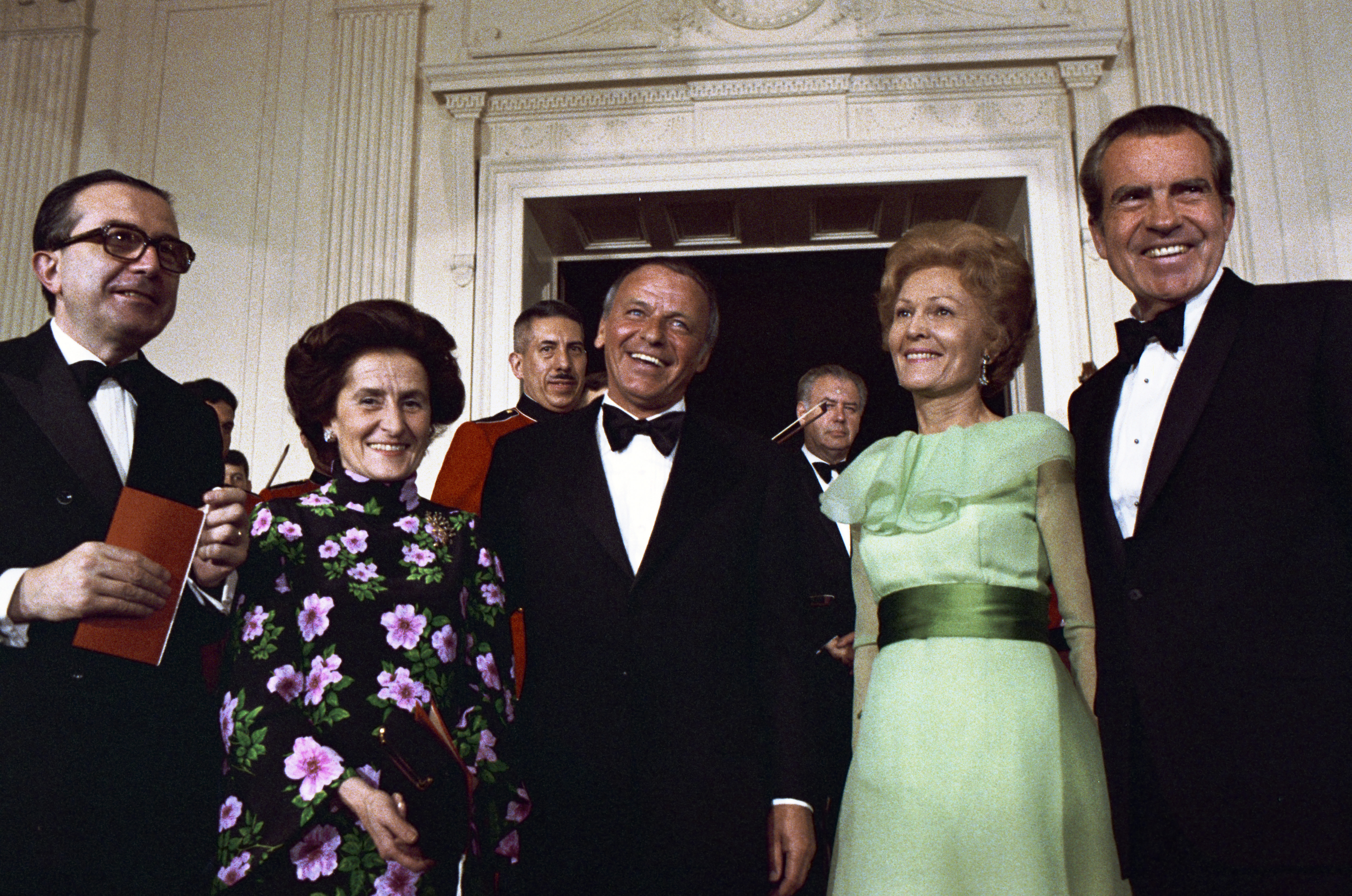
Frank Sinatra cùng Giulio Andreotti (trái), tổng thống Richard Nixon và Đệ nhất Phu nhân Pat Nixon tại Nhà Trắng, 1973

Ngày 2 tháng 11 năm 1970, Sinatra thu âm những ca khúc cuối cùng với hãng Reprise Records trước khi ông tự tuyên bố giải nghệ. Bài hát cuối cùng được ghi âm tại phòng thu được John Denver sáng tác với tựa đề "The Game is Over". Tuy nhiên, bài hát này không được phát hành chính thức cho đến khi The Complete Reprise Studio Recordings, một tuyển tập các đĩa ghi âm được bán vào năm 1995 nhằm kỷ niệm sinh nhật lần 80 của Sinatra.
Ngày 13 tháng 6 năm 1971, tại một buổi hòa nhạc tại Hollywood nhằm đóng góp cho Quỹ Hỗ trợ Điện ảnh và Truyền hình, ở độ tuổi 55, Sinatra đã tuyên bố ông chính thức giải nghệ, kết thúc 36 năm sự nghiệp của mình trong giới văn nghệ sĩ. Trong thời gian này, Tổng thống Richard Nixon đã mời ông biểu diễn tại Đại hội Thanh niên Bầu cử nhằm phục vụ cho chiến dịch bầu cử sắp tới. Sinatra chấp nhận lời mời và chọn ca khúc "My Kind of Town" cho buổi đại hội này ở Chicago vào ngày 20 tháng 10 năm 1972. Đây là lần biểu diễn trực tiếp trên sân khấu duy nhất của ông suốt thời kỳ giải nghệ.
Năm 1973, Sinatra trở lại ánh đèn sân khấu với sự xuất hiện trong một chương trình truyền hình và ra mắt một album, cả hai đều mang tên Ol' Blue Eyes Is Back. Album được phối khí bởi Gordon Jenkins và Don Costa, là một thành công to lớn, đoạt vị trí thứ 13 trên Billboard và thứ 12 tại Vương quốc Anh. Chương trình truyền hình của ông nổi bật bởi màn độc thoại lời ca khúc "Send in the Clowns", sau đó là màn nhảy và hát ca khúc này với diễn viên từng gắn bó với ông là Gene Kelly.
Vào tháng 1 năm 1974, Sinatra trở lại Las Vegas, ông biểu diễn tại Caesars Palace mặc cho lời thề của mình vào năm 1970 sẽ không bao giờ biểu diễn tại đây sau khi quản lý của nơi này, Sanford Waterman, từng rút súng chĩa vào ông trong một trận đấu khẩu nảy lửa.:436 Tại Úc, ông gây ra một vụ lùm xùm khi mô tả giới báo chí ở đây (họ từng theo sát gót chân ông và vô cùng nóng lòng muốn có một buổi họp báo) là những tên "đồng bóng", "ma cô", và "đĩ điếm". Các hiệp hội tại Australia đại diện cho những công nhân, bồi bàn và các phóng viên, yêu cầu Sinatra phải xin lỗi vì những phát ngôn của ông.:464 Sinatra thay vào đó lại khăng khăng bắt các nhà báo phải xin lỗi mình vì "15 năm bị lạm dụng bởi giới báo chí.".:464 Thủ tướng tương lai của Úc, Bob Hawke, lúc đó đang là lãnh đạo của Hội đồng Liên minh Thương mại Úc, đòi một lời xin lỗi từ Sinatra, và một cuộc giảng hòa cũng đã được dàn xếp, cuối cùng cả hai phía đều có vẻ hài lòng,:464 show diễn cuối cùng của Sinatra tại Úc cũng đã được phát sóng truyền hình.
Tháng 10 năm 1974, Sinatra xuất hiện tại Madison Square Garden ở thành phố New York trong một buổi hòa nhạc phát sóng trực tiếp, sau đó concert này cũng được phát hành thành album với tựa đề The Main Event – Live. Hỗ trợ ông gồm có trưởng nhóm nhạc Woody Herman và nhóm Young Thundering Herd, những người đã đồng hành cùng Sinatra trong chuyến lưu diễn cuối tháng đó. Chương trình TV của concert nhận được đón nhận tích cực, trong khi album, thực ra chọn lọc các buổi diễn đặc sắc của ông trong các chuyến lưu diễn, lại đạt vị trí rất khiêm tốn trên các bảng xếp hạng, số 37 trên Billboard và 30 tại Anh.
Tháng 8 năm 1975, Sinatra tổ chức nhiều buổi hòa nhạc với ca sĩ mới nổi John Denver. Họ sớm kết thân với nhau. John Denver sau này cũng xuất hiện với tư cách khách mời trên chương trình truyền hình đặc biệt của Sinatra, Sinatra and Friends, ông biểu diễn "September Song" cùng Sinatra. Sinatra đã từng hát cover các hit của John Denver như "My Sweet Lady" và "Leaving on a Jet Plane". Theo lời của Denver, ca khúc của ông mang tên "A Baby Just Like You" được sáng tác theo yêu cầu của Sinatra.
Trong tuần lễ ngày Lao động năm 1976, Sinatra chịu trách nhiệm trong việc tái hợp Jerry Lewis với những người bạn cũ, diễn viên hài Dean Martin lần đầu tiên trong gần 20 năm. Sinatra biểu diễn trong chương trình "Jerry Lewis MDA Telethon" vào một buổi chiều, và trước khi ông trình diễn ông đã giới thiệu Martin trên sân khấu.
Năm 1979, trước các Kim tự tháp Ai Cập, Sinatra biểu diễn cho hoàng thân Anwar Sadat. Sau khi trở về Las Vegas, nhân dịp chúc tụng 40 năm ca hát và sinh nhật lần thứ 64, ông được trao giải Grammy Tín nhiệm trong một buổi tiệc tại Caesars Palace.